# Oberhausen (Bad Bergzabern)
Oberhausen är en kommun och ort i Landkreis Südliche Weinstraße i det tyska förbundslandet Rheinland-Pfalz. Oberhausen, som för första gången nämns i ett dokument från år 1219, har cirka 500 invånare.
Kommunen ingår i kommunalförbundet Verbandsgemeinde Bad Bergzabern tillsammans med ytterligare 20 kommuner.